# Tirreno-Adriatico 1999
La Tirreno-Adriatico 1999, trentaquattresima edizione della corsa, si svolse dal 10 al 17 marzo 1999 su un percorso di 1401 km, su un percorso suddiviso su 8 tappe. La vittoria fu appannaggio dell'italiano Michele Bartoli, che completò il percorso in 36h03'30", precedendo i connazionali Davide Rebellin e Stefano Garzelli.
I ciclisti che partirono da Sorrento furono 199, mentre coloro che tagliarono il traguardo di San Benedetto del Tronto furono 155.

## Tappe
| Tappa  | Data     | Percorso                                            | km   | Vincitore di tappa        | Leader cl. generale |
| ------ | -------- | --------------------------------------------------- | ---- | ------------------------- | ------------------- |
| 1ª     | 10 marzo | Sorrento > Sorrento                                 | 131  | Romāns Vainšteins         | Romāns Vainšteins   |
| 2ª     | 11 marzo | Sorrento > Santa Maria Capua Vetere                 | 178  | Massimo Strazzer          | Romāns Vainšteins   |
| 3ª     | 12 marzo | Santa Maria Capua Vetere > Luco dei Marsi           | 218  | Mario Cipollini           | Romāns Vainšteins   |
| 4ª     | 13 marzo | Luco dei Marsi > Paglieta                           | 194  | Paolo Bettini             | Romāns Vainšteins   |
| 5ª     | 14 marzo | Paglieta > Torricella Sicura                        | 201  | Igor González de Galdeano | Michele Bartoli     |
| 6ª     | 15 marzo | Teramo > Alba Adriatica                             | 165  | Romāns Vainšteins         | Michele Bartoli     |
| 7ª     | 16 marzo | Alba Adriatica > Civitanova Marche                  | 154  | Steven de Jongh           | Michele Bartoli     |
| 8ª     | 17 marzo | San Benedetto del Tronto > San Benedetto del Tronto | 160  | Ján Svorada               | Michele Bartoli     |
| Totale | Totale   | Totale                                              | 1401 |                           |                     |

## Dettagli delle tappe

### 1ª tappa
- 10 marzo: Sorrento > Sorrento – 131 km

Risultati
| Pos. | Corridore         | Squadra                 | Tempo    |
| ---- | ----------------- | ----------------------- | -------- |
| 1    | Romāns Vainšteins | Vini Caldirola-Sidermec | 3h08'41" |
| 2    | Roberto Petito    | Saeco                   | s.t.     |
| 3    | Davide Rebellin   | Team Polti              | s.t.     |

| Pos. | Corridore         | Squadra                 | Tempo |
| ---- | ----------------- | ----------------------- | ----- |
| 1    | Romāns Vainšteins | Vini Caldirola-Sidermec |       |

### 2ª tappa
- 11 marzo: Sorrento > Santa Maria Capua Vetere – 178 km

Risultati
| Pos. | Corridore         | Squadra                 | Tempo    |
| ---- | ----------------- | ----------------------- | -------- |
| 1    | Massimo Strazzer  | Mobilvetta-Northwave    | 4h43'15" |
| 2    | Zoran Klemenčič   | Vini Caldirola-Sidermec | s.t.     |
| 3    | Romāns Vainšteins | Vini Caldirola-Sidermec | s.t.     |

| Pos. | Corridore         | Squadra                 | Tempo |
| ---- | ----------------- | ----------------------- | ----- |
| 1    | Romāns Vainšteins | Vini Caldirola-Sidermec |       |

### 3ª tappa
- 12 marzo: Santa Maria Capua Vetere > Luco dei Marsi – 218 km

Risultati
| Pos. | Corridore       | Squadra          | Tempo    |
| ---- | --------------- | ---------------- | -------- |
| 1    | Mario Cipollini | Saeco            | 5h38'30" |
| 2    | Stefano Zanini  | Mapei-Quick Step | s.t.     |
| 3    | Endrio Leoni    | Liquigas         | s.t.     |

| Pos. | Corridore         | Squadra                 | Tempo |
| ---- | ----------------- | ----------------------- | ----- |
| 1    | Romāns Vainšteins | Vini Caldirola-Sidermec |       |

### 4ª tappa
- 13 marzo: Luco dei Marsi > Paglieta – 194 km

Risultati
| Pos. | Corridore       | Squadra          | Tempo    |
| ---- | --------------- | ---------------- | -------- |
| 1    | Paolo Bettini   | Mapei-Quick Step | 5h01'18" |
| 2    | Michele Bartoli | Mapei-Quick Step | a 2"     |
| 3    | Davide Rebellin | Team Polti       | s.t.     |

| Pos. | Corridore         | Squadra                 | Tempo |
| ---- | ----------------- | ----------------------- | ----- |
| 1    | Romāns Vainšteins | Vini Caldirola-Sidermec |       |

### 5ª tappa
- 14 marzo: Paglieta > Torricella Sicura – 201 km

Risultati
| Pos. | Corridore                 | Squadra          | Tempo    |
| ---- | ------------------------- | ---------------- | -------- |
| 1    | Igor González de Galdeano | Vitalicio        | 4h57'34" |
| 2    | Michele Bartoli           | Mapei-Quick Step | a 10"    |
| 3    | Davide Rebellin           | Team Polti       | s.t.     |

| Pos. | Corridore       | Squadra          | Tempo |
| ---- | --------------- | ---------------- | ----- |
| 1    | Michele Bartoli | Mapei-Quick Step |       |

### 6ª tappa
- 15 marzo: Teramo > Alba Adriatica – 165 km

Risultati
| Pos. | Corridore           | Squadra                 | Tempo    |
| ---- | ------------------- | ----------------------- | -------- |
| 1    | Romāns Vainšteins   | Vini Caldirola-Sidermec | 3h49'02" |
| 2    | Fabio Baldato       | Ballan-Alessio          | s.t.     |
| 3    | Gian Matteo Fagnini | Saeco                   | s.t.     |

| Pos. | Corridore       | Squadra          | Tempo |
| ---- | --------------- | ---------------- | ----- |
| 1    | Michele Bartoli | Mapei-Quick Step |       |

### 7ª tappa
- 16 marzo: Alba Adriatica > Civitanova Marche – 154 km

Risultati
| Pos. | Corridore       | Squadra         | Tempo    |
| ---- | --------------- | --------------- | -------- |
| 1    | Steven De Jongh | TVM-Farm Frites | 4h19'10" |
| 2    | Zbigniew Spruch | Lampre-Daikin   | s.t.     |
| 3    | Fabrizio Guidi  | Team Polti      | s.t.     |

| Pos. | Corridore       | Squadra          | Tempo |
| ---- | --------------- | ---------------- | ----- |
| 1    | Michele Bartoli | Mapei-Quick Step |       |

### 8ª tappa
- 17 marzo: Civitanova Marche > San Benedetto del Tronto – 160 km

Risultati
| Pos. | Corridore           | Squadra          | Tempo    |
| ---- | ------------------- | ---------------- | -------- |
| 1    | Ján Svorada         | Lampre-Daikin    | 4h22'10" |
| 2    | Gian Matteo Fagnini | Saeco            | s.t.     |
| 3    | Giovanni Lombardi   | Deutsche Telekom | s.t.     |

| Pos. | Corridore        | Squadra               | Tempo     |
| ---- | ---------------- | --------------------- | --------- |
| 1    | Michele Bartoli  | Mapei-Quick Step      | 36h03'30" |
| 2    | Davide Rebellin  | Team Polti            | a 9"      |
| 3    | Stefano Garzelli | Mercatone Uno-Bianchi | a 14"     |

## Classifiche finali

### Classifica generale - Maglia azzurra
| Pos. | Corridore                 | Squadra                          | Tempo     |
| ---- | ------------------------- | -------------------------------- | --------- |
| 1    | Michele Bartoli           | Mapei-Quick Step                 | 36h03'30" |
| 2    | Davide Rebellin           | Team Polti                       | a 9"      |
| 3    | Stefano Garzelli          | Mercatone Uno-Bianchi            | a 14"     |
| 4    | Laurent Jalabert          | O.N.C.E.                         | a 21"     |
| 5    | Igor González de Galdeano | Vitalicio Seguros-Grupo Generali | a 30"     |
| 6    | Alessandro Spezialetti    | Mobilvetta-Northwave             | a 1'56"   |
| 7    | Bo Hamburger              | Cantina Tollo-Alexia Alluminio   | a 3'57"   |
| 8    | Christopher Jenner        | Crédit Agricole                  | a 4'26"   |
| 9    | Oscar Camenzind           | Lampre-Daikin                    | s.t.      |
| 10   | Davide Casarotto          | TVM-Farm Frites                  | a 4'27"   |